# Sara Call
Sara Call (* 16. Juli 1977) ist eine ehemalige schwedische Fußballspielerin. Sie spielte für Bälinge IF in der Damallsvenskan und nahm mit der schwedischen Nationalmannschaft an der Europameisterschaft 2001 und der Weltmeisterschaft 2003 teil. Bei beiden Turnieren scheiterte die Mannschaft jeweils im Finale. Insgesamt bestritt sie 36 Länderspiele und erzielte dabei ein Tor.
| Personendaten    | Personendaten                |
| ---------------- | ---------------------------- |
| NAME             | Call, Sara                   |
| KURZBESCHREIBUNG | schwedische Fußballspielerin |
| GEBURTSDATUM     | 16. Juli 1977                |